# ウィリアム・ウォーシントン
ウィリアム・ウォーシントン（William Worthington, 1872年4月8日 - 1941年4月9日）は、アメリカ合衆国の俳優、映画監督である。

## 人物・来歴
1872年（明治5年）4月8日、アメリカ合衆国のニューヨーク州トロイに生まれる。
1913年（大正2年）、セリグ・ポリスコープ・カンパニー製作の短篇映画 The Old Clerk の脚本を書き、出演して、映画俳優としてデビューする。次作は同年、ユニヴァーサル・フィルム・マニュファクチュアリング・カンパニー（現在のユニバーサル・ピクチャーズ）傘下となったヴィクター・フィルム・カンパニー（かつてのヴィクター・スタジオ）製作、アラン・ドワン監督、J・ウォーレン・ケリガン主演の短篇映画 The Restless Spirit であった。1914年（大正3年）、同じくユニヴァーサル傘下のレックス・モーション・ピクチャー・カンパニーが量産するオーティス・ターナー監督、ハーバート・ローリンソン主演の短篇映画にレギュラー的に出演する。同年、ユニヴァーサル・ゴールド・シール製作、オーティス・ターナー監督の The Opened Shutters で初めて長篇映画に出演、以降、ローリンソンと同格の扱いとなる。
1915年（大正4年）、 The Grail を監督して、監督業に進出、ローリンソンを主演とした短篇映画を量産する。1916年（大正5年）にユニヴァーサル傘下に設立されたブルーバード映画では、『死の舞踏』、『旅の人』、翌1917年（大正6年）の『悪魔の勘定日』等8本の中篇劇映画を監督、3作が日本でも公開された。1923年（大正12年）、ゴールドウィン・ピクチャーズに移籍する。
1925年（大正14年）、『恋文御用心』を最後に映画監督を引退する。俳優業に復帰、以降、ユニヴァーサル、フォックス、ワーナー・ブラザースと各社に主演ではないが晩年まで出演をつづけた。
1941年（昭和16年）4月9日、カリフォルニア州ロサンゼルス郡ビバリーヒルズで死去した。満69歳没。ハリウッド・フォーエヴァー墓地に眠る。

## フィルモグラフィ

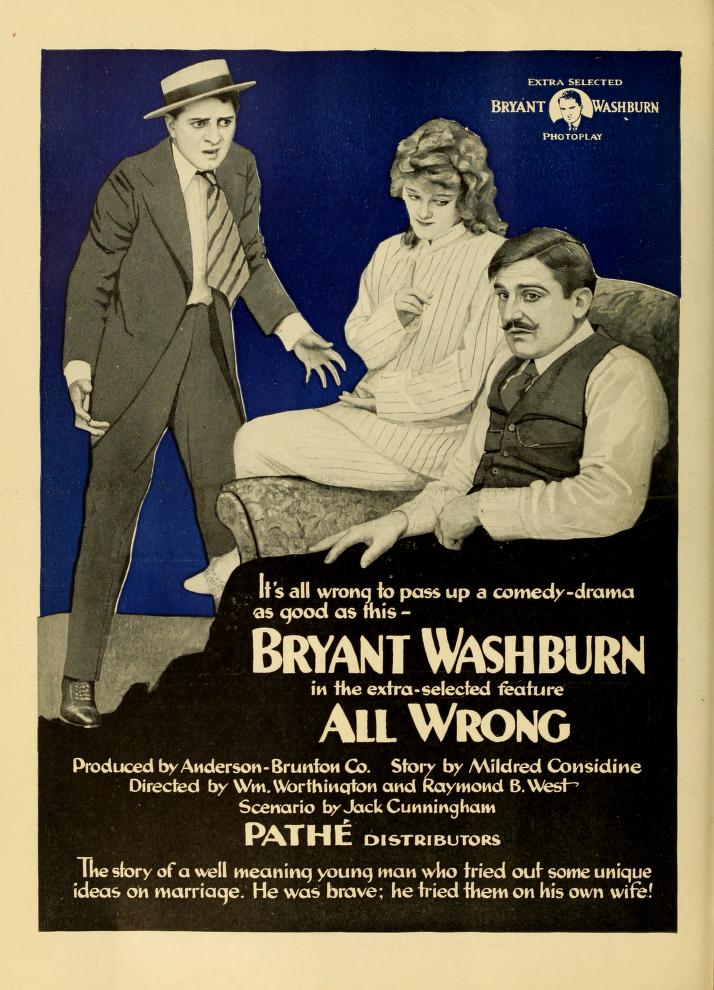
All Wrong, 1919

- The Old Clerk : 監督不明、1913年 - 脚本・出演
- The Restless Spirit : 監督アラン・ドワン、1913年 - 出演・役A stranger
- The Passerby : 監督ジェームズ・ニール、1913年 - 出演
- Forgotten Women : 監督不明、1913年 - 出演・役The Reveller
- Back to Life : 監督アラン・ドワン、1913年 - 出演・役The Gambler
- The Barrier of Bars : 監督アラン・ドワン、1913年 - 出演
- The Dread Inheritance : 監督J・.ファレル・マクドナルド、1913年 - 出演・役The Doctor
- Risen from the Ashes : 監督不明、1914年 - 出演
- Samson : 監督J・.ファレル・マクドナルド、1914年 - 出演・役Ladal
- Stolen Glory : 監督不明、1914年 - 出演
- The Woman in Black : 監督オーティス・ターナー、主演ハーバート・ローリンソン、1914年 - 出演
- The Spy : 監督オーティス・ターナー、主演ハーバート・ローリンソン、1914年 - 出演・役Gen. George Washington
- On the Rio Grande : 監督オーティス・ターナー、主演ハーバート・ローリンソン、1914年 - 出演
- Prowlers of the Wild : 監督オーティス・ターナー、主演ハーバート・ローリンソン、1914年 - 出演
- The Sob Sister : 監督オーティス・ターナー、主演ハーバート・ローリンソン、1914年 - 出演
- Circle 17 : 監督オーティス・ターナー、主演ハーバート・ローリンソン、1914年 - 出演
- Through the Flames : 監督オーティス・ターナー、1914年 - 出演
- A Prince of Bavaria : 監督フランク・ロイド、1914年 - 出演
- As the Wind Blows : 監督フランク・ロイド、1914年 - 出演
- Kid Regan's Hands : 監督オーティス・ターナー、1914年 - 出演
- The Vagabond : 監督フランク・ロイド、1914年 - 出演
- The Link That Binds : 監督フランク・ロイド、1914年 - 出演
- The Chorus Girl's Thanksgiving : 監督フランク・ロイド、1914年 - 出演
- The Opened Shutters : 監督オーティス・ターナー、1914年 - 出演・役Thinkright Johnson
- Damon and Pythias : 監督オーティス・ターナー、1914年 - 出演・役Damon
- Called Back : 監督オーティス・ターナー、1914年 - 出演・役Dr. Manuel Ceneri
- A Page from Life : 監督フランク・ロイド、1914年 - 出演
- The Big Sister's Christmas : 監督オーティス・ターナー、1914年 - 出演
- The Flash : 監督オーティス・ターナー、1915年 - 出演
- Changed Lives : 監督オーティス・ターナー、1915年 - 出演
- The Black Box : 監督オーティス・ターナー、1915年 - 出演・役Prof. Ashleigh/Lord Ashleigh
- The Grail : 主演ハーバート・ローリンソン、1915年 - 監督・出演（初監督作）
- Homage : 主演ハーバート・ローリンソン、1915年 - 監督・出演
- The Great Ruby Mystery : 監督オーティス・ターナー、1915年 - 出演
- The Gopher : 1915年 - 監督
- The Social Lion : 1915年 - 監督
- Misjudged : 1915年 - 監督
- The Queen of Hearts : 主演ハーバート・ローリンソン、1915年 - 監督・出演
- Her Prey : 1915年 - 監督
- The Fair God of Sun Island : 1915年 - 監督
- On the Level : 1915年 - 監督
- In Search of a Wife : 1915年 - 監督
- As the Shadows Fall : 1915年 - 監督
- The Reward of Chivalry : 主演ハーバート・ローリンソン、1916年 - 監督・出演
- A Wife at Bay : 監督ベン・F・ウィルソン、1916年 - 出演
- Beyond the Trail : 監督ベン・F・ウィルソン、1916年 - 出演
- The Family Secret : 1916年 - 監督
- The Dupe : 1916年 - 監督
- After the Play : 1916年 - 監督
- The Best Man's Bride : 1916年 - 監督
- The Mark of a Gentleman : 1916年 - 監督
- Darcy of the Northwest Mounted : 1916年 - 監督
- The Wire Pullers : 1916年 - 監督
- Bringing Home Father : 1916年 - 監督
- The Rose Colored Scarf : 1916年 - 監督
- The False Part : 1916年 - 監督
- They Wouldn't Take Him Seriously : 1916年 - 監督
- Nature Incorporated : 1916年 - 監督
- Lee Blount Goes Home : 1916年 - 監督
- Cross Purposes : 1916年 - 監督
- The Heart of a Show Girl : 1916年 - 監督
- 『本局四四〇〇』 Main 4400 : 1916年 - 監督
- 『死の舞踏』 Love Never Dies : 1916年 - 監督
- 『女女女』 The Masked Woman : 1916年 - 監督
- 『旅の人』 A Stranger from Somewhere : 1916年 - 監督
- Little Partner : 1916年 - 監督
- 『悪魔の勘定日』 The Devil's Pay Day : 1917年 - 監督
- The Man Who Took a Chance : 1917年 - 監督
- The Clock : 1917年 - 監督
- 『力の勝利』（別題『自動車狂』） The Car of Chance : 1917年 - 監督
- The Clean-Up : 1917年 - 監督
- 『漁村の人々』 The Beloved Traitor : 1918年 - 監督
- Twenty-One : 1918年 - 監督
- Ghost of the Rancho : 1918年 - 監督
- 『異境の親』（別題『長子相続権』） His Birthright : 1918年 - 監督
- 『血の力』（別題『灰色の地平線』） The Gray Horizon : 1919年 - 監督
- 『勇気ある卑怯者』 The Courageous Coward : 1919年 - 監督
- A Heart in Pawn : 1919年 - 監督
- 『恩に感じて』（別題『彼の負債』） His Debt : 1919年 - 監督
- All Wrong : 1919年 - 監督
- 『男の血』 The Man Beneath : 1919年 - 監督
- The Dragon Painter : 1919年 - 監督
- 『桜の光』 Bonds of Honor : 1919年 - 監督
- 『輝く公爵』 The Illustrious Prince : 1919年 - 監督
- 『死線の勇者』（別題『トング・マン』） The Tong Man : 1919年 - 監督
- 『奮起の王国』 The Beggar Prince : 1920年 - 監督
- The Silent Barrier : 1920年 - 監督
- 『女に成る迄』 High Heels : 監督リー・コールマー、1921年 - 出演・役Joshua Barton
- The Greater Profit : 1921年 - 監督
- 『知らざる妻』 The Unknown Wife : 1921年 - 監督
- 『悩める薔薇』 The Beautiful Gambler : 1921年 - 監督
- 『荒の海』（別題『嵐の夜』） Opened Shutters : 1921年 - 監督
- 『武力伝道』（別題『正しき路へ』） Go Straight : 1921年 - 監督
- 『偉大なる愛』 Dr. Jim : 1921年 - 監督
- 『熱沙の天地』 Tracked to Earth : 1922年 - 監督
- 『物言はぬ北国より』 Out of the Silent North : 1922年 - 監督
- 『最後の一撃』 Afraid to Fight : 1922年 - 監督
- The Green Goddess : 監督シドニー・オルコット、1923年 - 出演・役The High Priest
- Red Lights : 監督クラレンス・G・バッジャー、1923年 - 出演・役Luke Carson
- 『勇気百倍』 Kindled Courage : 1923年 - 監督
- 『男の勝利』（別題『閉せる扉』） The Bolted Door : 1923年 - 監督
- Fashionable Fakers : 1923年 - 監督
- Beauty and the Bad Man : 1925年 - 監督
- 『恋文御用心』 The Girl on the Stairs : 1925年 - 監督
- The Awful Truth : 監督ポール・パウエル、1925年 - 出演・役Jonathan Sims
- 『女知事閣下』 Her Honor : 監督チェスター・ワージー、1926年 - 出演
- 『猿飛カンター』 Kid Boots : 監督フランク・タトル、1926年 - 出演・役Eleanor's father
- 『ボストン・ブラッキー』 The Return of Boston Blackie : 監督ハリー・O・ホイト、1927年 - 出演
- 『試験結婚』 Half a Bride : 監督グレゴリー・ラ・カヴァ、1928年 - 出演・役Mr. Winslow
- 『幸運デニー』 Good Morning : 監督ウィリアム・A・サイター、1928年 - 出演・役Mr. Grey Sr
- 『再生の港』 The Man Who Came Back : 監督ラオール・ウォルシュ、1931年 - 出演・役Capt. Gallon
- Finger Prints : 監督レイ・テイラー、1931年 - 出演・役John Mackey
- 『燃ゆる海原』 Shipmates : 監督ハリー・A・ポラード、1931年 - 出演・役Adm. R.S. 'Bill' Schuyler
- The Trial of Vivienne Ware : 監督ウィリアム・K・ハワード、1932年 - ノンクレジット出演・役Assistant Defense Attorney
- 『紅蘭』 No More Orchids : 監督ウォルター・ラング、1932年 - 出演・役Cannon
- The Keyhole : 監督マイケル・カーティス、1933年 - ノンクレジット出演・役Extra on Ship
- 『独裁大統領』 Gabriel Over the White House : 監督グレゴリー・ラ・カヴァ、1933年 - ノンクレジット出演・役Member of Congress
- 『笑ふ巨人』 The Little Giant : 監督ロイ・デル・ルース、1933年 - ノンクレジット出演・役Harry S. Ames, Cass-Winter Associate
- 『駄々っ子キャグニイ』 Picture Snatcher : 監督ロイド・ベーコン、1933年 - ノンクレジット出演・役Reporter Witnessing Execution
- The Silk Express : 監督レイ・エンライト、1933年 - ノンクレジット出演・役Annoyed Ship Passenger
- 『吾れは愛せり』 I Loved a Woman : 監督アルフレッド・E・グリーン、1933年 - ノンクレジット出演・役Jefferson
- 『我輩はカモである』 Duck Soup : 監督レオ・マッケリー、1933年 - ノンクレジット出演・役First Minister of Finance
- 『生活の設計』 Design for Living : 監督エルンスト・ルビッチ、1933年 - ノンクレジット出演・役Theatre Patron
- 『ポーリンの冒険』 The Perils of Pauline| : 監督レイ・テイラー、1934年 - 出演・役American Consul [Ch. 1]
- You Can't Buy Everything : 監督チャールズ・ライズナー、1934年 - ノンクレジット出演・役Teller
- The Gold Ghost : 監督バスター・キートン / チャールズ・ラモント、1934年 - 出演・役Gloria's Father, Jim
- 『世界は動く』 The World Moves On : 監督ジョン・フォード、1934年 - ノンクレジット出演・役Judge of Duel
- 『泥酔夢』 Dames : 監督レイ・エンライト / バズビー・バークリー、1934年 - ノンクレジット出演・役Board Member in Show
- One Exciting Adventure : 監督エルンスト・L・フランク、1934年 - 出演・役Man
- 『空中百万哩』 Tailspin Tommy : 監督ルー・ランダース、1934年 - ノンクレジット出演・役Denver Doctor（第6部）
- The President Vanishes : 監督ウィリアム・A・ウェルマン、1934年 - 出演・役Legislator
- 『お姫様大行進』 Flirtation Walk : 監督フランク・ボーゼージ、1934年 - 出演・役Civilian（出演シーン削除）
- The Man Who Reclaimed His Head : 監督エドワード・ラドウィッグ、1934年 - ノンクレジット出演・役Attendant
- Symphony of Living : 監督フランク・R・ストレイヤー、1935年 - 出演・役Symphony Chairman
- A Notorious Gentleman : 監督エドワード・レムル、1935年 - ノンクレジット出演・役Undetermined Role
- Twenty Dollars a Week : 監督ウェズリー・フォード、1935年 - 出演・役Mr. Davidson
- A Night at the Ritz : 監督ウィリアム・マクガン、1935年 - ノンクレジット出演・役Banker
- The Casino Murder Case : 監督エドウィン・L・マリン、1935年 - ノンクレジット出演・役First Bidder
- 『無軌道行進曲』 Reckless : 監督ヴィクター・フレミング、1935年 - ノンクレジット出演・役Wedding Guest
- Cardinal Richelieu : 監督ローランド・V・リー、1935年 - 出演・役King's Chamberlain
- 『男性No. 1』 Public Hero No. 1 : 監督J・ウォルター・ルーベン、1935年 - ノンクレジット出演・役Prison Board Member
- 『青春万歳』 Hooray for Love : 監督ウォルター・ラング、1935年 - ノンクレジット出演・役Man Nodding 'No' in Montage
- Love Me Forever : 監督ヴィクター・シャーツィンガー、1935年 - ノンクレジット出演・役Bit Role
- Keeper of the Bees : 監督クリスティ・キャバンヌ、1935年 - 出演・役Colonel
- Orchids to You : 監督ウィリアム・A・サイター、1935年 - ノンクレジット出演・役Judge at Flower Show
- 『ダイヤモンド・ジム』 Diamond Jim : 監督A・エドワード・サザーランド、1935年 - ノンクレジット出演・役Man at Bar
- The Case of the Lucky Legs : 監督アーチー・メイヨ、1935年 - ノンクレジット出演・役Audience Member Next to Patton
- 『摩天楼の怪火』 Grand Exit : 監督アール・C・ケントン、1935年 - ノンクレジット出演・役Doctor
- 『懐しのケンタッキイ』 In Old Kentucky : 監督ジョージ・マーシャル、1935年 - ノンクレジット出演・役Bit
- 『夢の並木道』 If You Could Only Cook : 監督ウィリアム・A・サイター、1935年 - ノンクレジット出演・役Mr. Fletcher
- 『愛と光』 Magnificent Obsession : 監督ジョン・M・スタール、1935年 - ノンクレジット出演・役Man on boat
- Can This Be Dixie? : 監督ジョージ・マーシャル、1936年 - 出演・役George Washington Peachtree
- Dangerous Intrigue : 監督デイヴィッド・セルマン、1936年 - ノンクレジット出演・役Executive
- Champagne Charlie :監督ジェームズ・ティンリング、1936年 - ノンクレジット出演
- The Law in Her Hands : 監督ウィリアム・クレメンス、1936年 - ノンクレジット出演・役Appellate Court judge
- The Crime of Dr. Forbes : 監督ジョージ・マーシャル、1936年 - ノンクレジット出演・役Faculty Doctor
- 『ギャング戦線』 The Final Hour : 監督D・ロス・レダーマン、1936年 - ノンクレジット出演・役Judge
- Alibi for Murder : 監督D・ロス・レダーマン、1936年 - ノンクレジット出演・役John J. Foster
- 『お馬に乗って』 Polo Joe : 監督ウィリアム・マクガン、1936年 - ノンクレジット出演・役Guest
- The Accusing Finger : 監督ジェームズ・P・ホーガン、1936年 - ノンクレジット出演・役Senator
- 『椿姫』 Camille : 監督ジョージ・キューカー、1936年 - ノンクレジット出演・役Extra in Casino
- Give Me Liberty : 監督B・リーヴズ・イースン、1936年 - ノンクレジット出演・役Pendleton
- 『夕陽特急』 After the Thin Man : 監督W・S・ヴァン・ダイク、1936年 - ノンクレジット出演・役'Respectable' Man in Car
- 『世界の歌姫』 That Girl from Paris : 監督レイ・ジェイスン、1936年 - ノンクレジット出演・役Wedding Guest
- Battle of Greed : 監督ハワード・ヒギン、1937年 - 出演・役Judge William H. Avery
- Woman-Wise : 監督アラン・ドワン、1937年 - ノンクレジット出演・役Guest in Cafe
- 『潜水鑑SOS』 The Devil's Playground : 監督アール・C・ケントン、1937年 - ノンクレジット出演・役Vice Admiral
- Criminal Lawyer : 監督クリスティ・キャバンヌ、1937年 - ノンクレジット出演・役Party Guest
- Man of the People : 監督エドウィン・L・マリン、1937年 - ノンクレジット出演・役Judge
- 『真珠と未亡人』 The Last of Mrs. Cheyney : 監督リチャード・ボレスラウスキー、1937年 - ノンクレジット出演・役Extra on ship
- Ready, Willing and Able : 監督レイ・エンライト、1937年 - ノンクレジット出演・役Elderly Man in Hallway
- Penny Wisdom : 監督デイヴィッド・ミラー、1937年 - ノンクレジット出演・役Dinner Guest
- 『死の警告』 The Great Gambini : 監督チャールズ・ヴィダー、1937年 - ノンクレジット出演・役Elderly Man
- 『唄ふ陸戦隊』 The Singing Marine : 監督レイ・エンライト、1937年 - ノンクレジット出演・役Ship Passenger
- Marry the Girl : 監督ウィリアム・マクガン、1937年 - ノンクレジット出演・役George Washington
- 『踊る不夜城』 Broadway Melody of 1938 : 監督ロイ・デル・ルース、1937年 - ノンクレジット出演・役N.O. Norwich, Theatrical Agent in Montage
- Music for Madame : 監督ジョン・G・ブライストーン、1937年 - ノンクレジット出演・役Bus Passenger
- The Footloose Heiress : 監督ウィリアム・クレメンス、1937年 - ノンクレジット出演・役Mr. Clark's Associate
- Alcatraz Island : 監督ウィリアム・マクガン、1937年 - ノンクレジット出演・役First Trial Judge
- 『聖林ホテル』（別題『映都万華曲』） Hollywood Hotel : 監督バスビー・バークレー、1937年 - ノンクレジット出演・役Passerby
- Sergeant Murphy : 監督B・リーヴズ・イースン、1938年 - ノンクレジット出演・役Judge at Horse Show
- Walking Down Broadway : 監督ノーマン・フォスター、1938年 - ノンクレジット出演・役Judge
- Accidents Will Happen : 監督ウィリアム・クレメンス、1938年 - ノンクレジット出演・役Irate car owner getting bumped
- Women Are Like That : 監督スタンリー・ローガン、1938年 - ノンクレジット出演・役The Minister
- The Beloved Brat : 監督アーサー・ルービン、1938年 - ノンクレジット出演・役Dr. Reynolds
- A Trip to Paris : 監督マルコム・セント・クレア、1938年 - ノンクレジット出演・役Councilman
- Hold That Kiss : 監督エドウィン・L・マリン、1938年 - ノンクレジット出演・役Dog Show Judge
- Squadron of Honor : 監督チャールズ・C・コールマン、1938年 - ノンクレジット出演
- The Amazing Dr. Clitterhouse : 監督アナトール・リトヴァク、1938年 - ノンクレジット出演・役Updyke's Guest
- The Chaser : 監督エドウィン・L・マリン、1938年 - ノンクレジット出演・役Dr. Matthews
- 『俺が法律だ』 I Am the Law : 監督アレクサンダー・ホール、1938年 - ノンクレジット出演・役Committee Man
- 『少年の町』 Boys Town : 監督ノーマン・タウログ、1938年 - ノンクレジット出演・役Governor
- There Goes My Heart : 監督ノーマン・Z・マクロード、1938年 - ノンクレジット出演・役Banker
- The Spider's Web : 監督ジョームズ・W・ホーン / レイ・テイラー、1938年 - ノンクレジット出演・役Cantlon
- Young Dr. Kildare : 監督ハロルド・S・バケット、1938年 - ノンクレジット出演・役Board Member
- 『牧童と貴婦人』 The Cowboy and the Lady : 監督H・C・ポッター、1938年 - ノンクレジット出演・役Dinner Party Guest
- Gang Bullets : 監督ランバート・ヒルヤー、1938年 - ノンクレジット出演
- 『汚れた顔の天使』 Angels with Dirty Faces : 監督マイケル・カーティス、1938年 - ノンクレジット出演・役Warden
- Sweethearts : 監督W・S・ヴァン・ダイク、1938年 - ノンクレジット出演・役Backstage Man at NBC Theater
- Homicide Bureau : 監督チャールズ・C・コールマン、1939年 - ノンクレジット出演・役Committee Extra
- They Made Her a Spy : 監督ジャック・ハイヴリー、1939年 - ノンクレジット出演・役Senator in the Dome Cafe
- 『カッスル夫妻』 The Story of Vernon and Irene Castle : 監督H・C・ポッター、1939年 - ノンクレジット出演・役Man reading newspaper
- First Offenders : 監督フランク・マクドナルド、1939年 - ノンクレジット出演・役Judge
- 『愛の勝利』 Dark Victory : 監督エドモンド・グールディング、1939年 - ノンクレジット出演・役Specialist #1
- Zenobia : 監督ゴードン・ダグラス、1939年 - ノンクレジット出演・役Townsman
- 『大平原』 Union Pacific : 監督セシル・B・デミル、1939年 - ノンクレジット出演・役Oliver Ames
- 6000 Enemies : 監督ジョージ・B・サイツ、1939年 - ノンクレジット出演・役Frank Jordan
- The Girl from Mexico : 監督レスリー・グッドウィンズ、1939年 - ノンクレジット出演・役Mr. Patton
- The Forgotten Woman : 監督ハロルド・ヤング、1939年 - ノンクレジット出演・役Doctor
- Espionage Agent : 監督ロイド・ベーコン、1939年 - ノンクレジット出演・役Instructor in montage
- Rio : 監督ジョン・ブラーム、1939年 - ノンクレジット出演・役American Banker
- Pride of the Blue Grass : 監督ウィリアム・マクガン、1939年 - ノンクレジット出演・役First Steward
- 『エイブ・リンカーン』 Abe Lincoln in Illinois : 監督ジョン・クロムウェル、1940年 - ノンクレジット出演
- 『スミス都へ行く』 Mr. Smith Goes to Washington : 監督フランク・キャプラ、1939年 - ノンクレジット出演・役Committeeman
- Jack Pot : 監督ロイ・ローランド、1939年 - ノンクレジット出演・役Mr. Patton
- Law and Order : 監督レイ・テイラー、1940年 - 出演・役Judge Williams
- 『塵に咲く花』 Blossoms in the Dust : 監督マーヴィン・ルロイ、1941年 - ノンクレジット出演・役City Councilman
- Joan of Ozark : 監督ジョゼフ・サントリー、1942年 - ノンクレジット出演・役Clem

## 註
1. 1 2 3 4 5 6 7 8 9 10 11 12  Henry MacRae, Internet Movie Database （英語）, 2010年4月23日閲覧。
2. ↑  The Opened Shutters - IMDb（英語）, 2010年4月23日閲覧。
3. ↑  『ブルーバード映画の記録』 : 製作・著・発行山中十志雄・塚田嘉信、1984年4月、p.60-63.
4. ↑  The Green Goddess - IMDb（英語）, 2010年4月23日閲覧。
5. ↑  William Worthington, Find A Grave （英語）, 2010年4月23日閲覧。

## 関連事項
- セリグ・ポリスコープ・カンパニー （en:Selig Polyscope Company）
- ヴィクター・スタジオ （en:Victor Studios）
- ハリウッド・フォーエヴァー墓地 （en:Hollywood Forever Cemetery）